# ما کوه‌های خود هستیم (فیلم ۲۰۲۲)
ما کوه‌های خود هستیم (اسپانیایی: Somos Nuestras Montañas‎) یک فیلم دربارهٔ مناقشه آرتساخ (ناگورنو قره‌باغ) می‌باشد که توسط کارگردان اروگوئه‌ای، فدریکو لموس کارگردانی شده‌است.

## دربارهٔ فیلم
ما کوه‌های خود هستیم در استپاناکرت، گوریس، اوشاکان، سوان، گیومری، ایروان، مونته‌ویدئو، بوئنوس آیرس، سن پائولو و لس آنجلس فیلمبرداری شده‌است و در بیش از ۶۰ جشنواره بین‌المللی فیلم به نمایش گذاشته شده‌است.